# Tosil

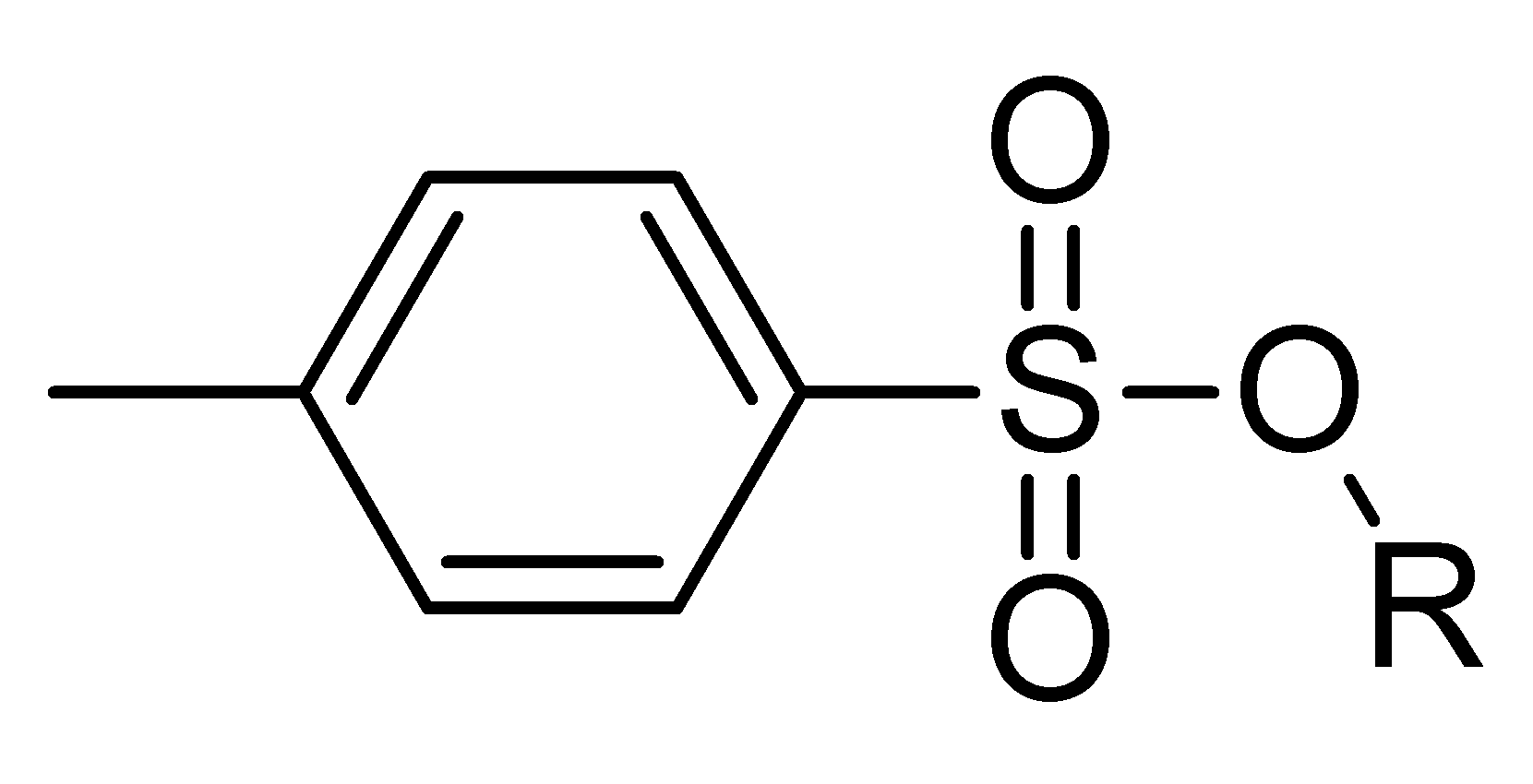
O grupo tosilato unido a um grupo orgânico R

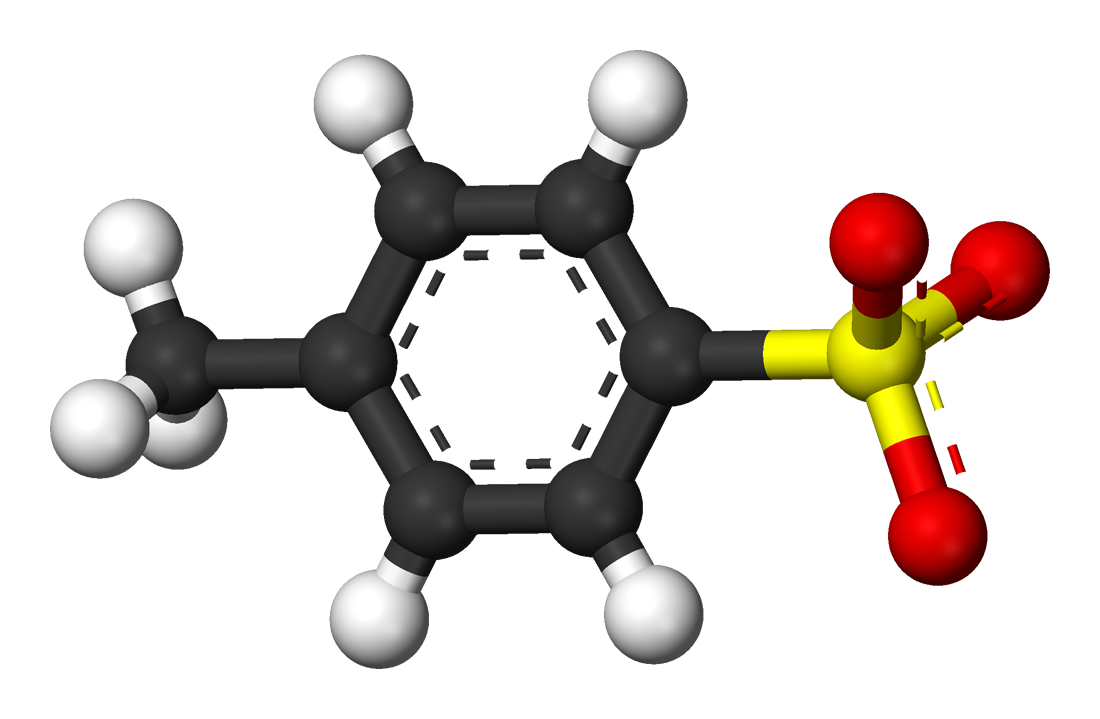
Modelo de bolas e varetas do ânion tosilato (p-CH_{3}C_{6}H_{4}SO_{3}^{−})

Em química, grupo tosil ou tosilo ou ainda tosila (abreviado Ts ou Tos) é o nome trivial, de uso comum, para referir-se ao grupo p-toluenossulfonilo (p-CH3C6H4SO2−). Isto é, um átomo de enxofre hexavalente unido a dois átomos de oxigênio, mediante ligações duplas, e a um radical p-tolilo.
Este grupo é usualmente derivado do composto cloreto de 4-toluenossulfonilo, CH3C6H4SO2Cl, o qual forma ésteres e amidas de ácido toluenossulfônico ou tosílico. A orientação para ilustrada (p-toluenessulfonila) é mais comum, e por convenção tosilo refere-se ao grupo p-toluenessulfonilo.
Tosilato é o termo empregado habitualmente para referir-se ao grupo p-toluenossulfonato (p-CH3C6H4SO3−), e por extensão a seus sais e ésteres, derivados do ácido p-toluenessulfônico.
O ânion tosilato é um excelente grupo abandonante em reações de substituição nucleofílica.

## Síntese
Os tosilatos se preparam diretamente a partir da reação entre o correspondente álcool, (ordem de reatividade: primário > secundário, com terciários não ocorre eficientemente), e cloreto de tosilo, em presença de uma base, habitualmente uma amina como a trietilamina ou a piridina, que neutraliza o HCl que se forma.
R−OH + Ts−Cl → R−OTs + HCl